# Роберт Ріттер
Роберт Ріттер (нім. Robert Ritter; 1901–1951) — німецький лікар і психолог. Був одним з головних і найактивніших теоретиків наукового расизму, очолював «Дослідницький центр расової гігієни» у Нацистській Німеччині, відрізнявся своїми дискримінаційними теоріями щодо циган. Його дослідження суттєво сприяли переслідуванню, геноциду та винищенню циган у Німеччині.

## Біографія
Народився в Аахені в 1901 році. Ріттер здобув ступінь доктора педагогічної психології в 1927 році в Мюнхенському університеті. У 1930 році Ріттер здобув ступінь доктора медицини в Гейдельберзькому університеті. У 1936 році призначений керівником «Науково-дослідного підрозділу з питань расової гігієни та демографічної біології» (Rassenhygienische und Bevölkerungsbiologische Forschungsstelle), секції L3 Департаменту охорони здоров'я нацистської Німеччини.
У 1941 році Ріттер зайнявся вивченням расових відмінностей ромів. Його дослідження стало основою політики геноциду циган у Третьому Рейсі. Незабаром він стає керівником «Інституту кримінальної біології», нещодавно створеного закладу під патронатом Головного управління імперської безпеки, і оточує себе молодими помічниками, які поділяли та пропагували його власні расові ідеї, такі як Єва Юстін, Адольф Вюрт та Софі Ерхардт.
Ріттеру та його помічникам доручено вивчити так зване «циганське питання» (Zigeunerfrage), яке мало слугувати основою для формулювання нового закону про ромський народ. Після великого дослідження навесні 1936 року, присвяченого вивченню генетичних та генеалогічних даних, а також медичним інтерв'ю та обстеженням, а також забору крові 24 000 циган, встановлено, що більшість ромів становлять загрозу чистоті німецької раси. Це дослідження відкрило шлях до концтаборів Рейху, куди були направлені роми, окрема концтабір Освенцім, де тисячі невинних ромів зустріли свою смерть.
Після війни у 1945 році Ріттера судили, але справу закрили через відсутність доказів злочину. Він працював психологом у службі охорони здоров'я у Франкфурті-на-Майні. У 1948 році на прохання ромів, що пережили голокост, прокуратура Франкфурта відновила справу, розслідуючи відповідальність Ріттера. Справа була закрита через відсутність доказів у 1950 році.
15 квітня 1951 Ritter помер від ускладнень гіпертонії в психіатричній клініці «Hohemark» в Оберурзелі.

## Теорії Ріттера

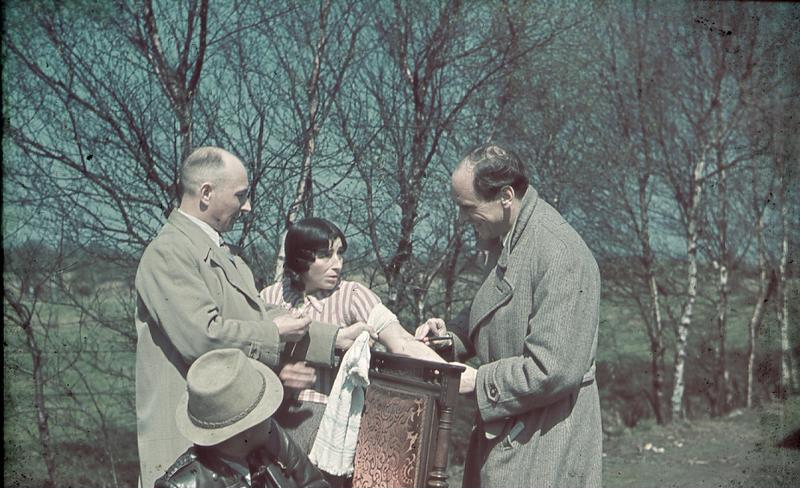
Доктор Ріттер та його помічник беруть зразки крові у ромської жінки

Дослідження доктора Роберта Ріттера та його помічників мали на меті продемонструвати зв'язок між злочинністю та спадковістю. Це дослідження розпочато 1937 року й проведено в усіх циганських таборах у Німеччині: під час планових співбесід з кочовим і резидентським населенням ромам вимірювали обличчя й брали проби крові. Нацисти хотіли показати, що кожен, хто мав циганську кров, був асоціалом, потенційним злочинцем і, отже, реальною небезпекою для німецького суспільства.
Результат дослідження призвів до класифікації циган на «чисту», «змішану кров» і «нециган» з різними підкласифікаціями, отриманими шляхом обчислення відсотка належності до цієї «погіршеної раси».
У 1940 році, після кількох років досліджень, Ріттер написав підсумок та пропозицію щодо предмету свого дослідження: «циганське питання можна вважати вирішеним лише тоді, коли основна маса цих циганських, асоціальних та неробських гібридів … буде зібрана в концтаборах і змушена працювати, і коли подальше збільшення цих груп населення буде остаточно запобігатися».
Крім того, у 1943 році у звіті про це дослідження він писав, що «кількість випадків, з'ясованих з точки зору расової біології, на даний час досягає 21 498».
Для вирішення «циганського питання» Ріттер запропонував ув'язнення, примусові роботи та профілактичну стерилізацію, яку слід практикувати навіть дітям, як тільки вони досягли дванадцяти років.

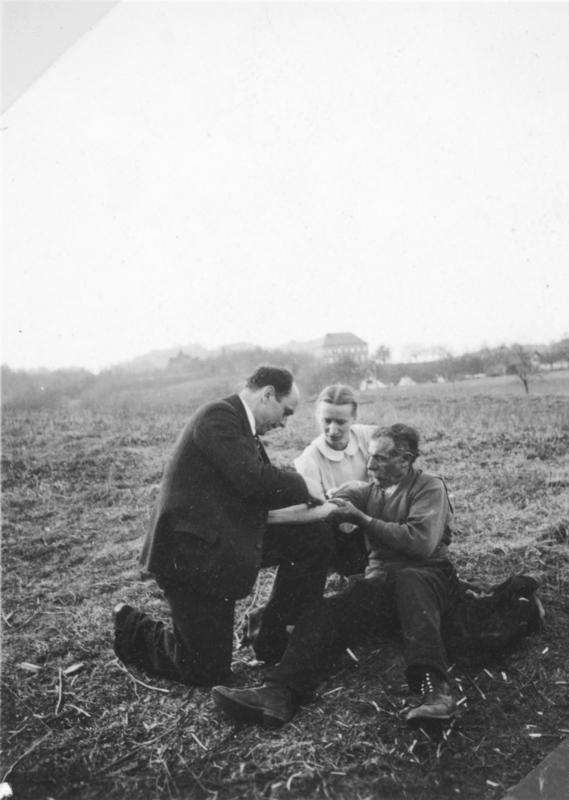
Роберт Ріттер та його помічниця Єва Юстін беруть пробу крові

У 1935 році Міністерство охорони здоров'я Рейху та Ернст Рюдін доручили Ріттеру «провести ретельну біологічну оцінку всіх циган», які проживають у нацистській Німеччині. Так народився Рейх «Дослідницький центр гігієни та раси» зі штаб-квартирою в Берліні. Центр, до якого нацистська влада сприймала співчуття та розглядався як центр передового досвіду, фінансувався майже до кінця війни (до 1944 р.) Міністерством внутрішніх справ та Німецьким дослідницьким товариством.
Тоді роми, Сінті та Єніш класифікувались зі скороченням ZN (цигани). З ZN +, якщо він наблизився до чистої циганської та ZN — якщо він наблизився до класифікації «нециганський», показуючи ступінь гібридизації з певним відсотком циганської крові. Ще в 1933 р. й до кінця Другої світової війни циган піддавали масовій стерилізації, кількість якої так і не була встановлена. Наукова класифікація Ріттера та його команди приводила циган спочатку в концтабори та стерилізацію, а потім спустошення (Пораймос) з десятками тисяч із них, які в цих таборах, особливо в Освенцімі, знайшли свою смерть.